# Premi e riconoscimenti delle Brown Eyed Girls
Questa è una lista dei premi e dei riconoscimenti ricevuti dalle Brown Eyed Girls, gruppo musicale sudcoreano gruppo musicale sudcoreano che ha debuttato nel marzo 2006 sotto la Nega Network.

## Riconoscimenti
Cyworld Digital Music Award 
| Anno | Categoria                  | Ricevente        | Risultato       |
| ---- | -------------------------- | ---------------- | --------------- |
| 2006 | Song of the Month (luglio) | "Hold The Line"  | Vincitore/trice |
| 2009 | Song of the Month (agosto) | "Abracadabra"    | Vincitore/trice |
| 2010 | Bonsang                    | "Abracadabra"    | Vincitore/trice |
| 2010 | Song of the Year           | "Abracadabra"    | Candidato/a     |
| 2010 | Artist of the Year         | Brown Eyed Girls | Candidato/a     |

 Golden Disc Award 
| Anno | Categoria             | Ricevente        | Risultato       |
| ---- | --------------------- | ---------------- | --------------- |
| 2008 | Digital Bonsang       | "Love"           | Vincitore/trice |
| 2008 | Digital Daesang       | "Love"           | Candidato/a     |
| 2009 | Disk Bonsang          | Sound-G          | Candidato/a     |
| 2009 | Digital Music Bonsang | "Abracadabra"    | Candidato/a     |
| 2011 | Popularity Award      | Brown Eyed Girls | Candidato/a     |

 Melon Music Award 
| Anno | Categoria      | Ricevente        | Risultato       |
| ---- | -------------- | ---------------- | --------------- |
| 2009 | Top 10 Artists | Brown Eyed Girls | Vincitore/trice |

 Mnet Asian Music Award 
| Anno | Categoria               | Ricevente        | Risultato       |
| ---- | ----------------------- | ---------------- | --------------- |
| 2006 | New Group of the Year   | Brown Eyed Girls | Candidato/a     |
| 2007 | Best Female Group       | Brown Eyed Girls | Candidato/a     |
| 2008 | Best Female Group       | Brown Eyed Girls | Candidato/a     |
| 2008 | Best House & Electronic | "Love"           | Candidato/a     |
| 2009 | Best Female Group       | Brown Eyed Girls | Vincitore/trice |
| 2009 | Best House & Electronic | "Abracadabra"    | Vincitore/trice |
| 2011 | Best Female Group       | Brown Eyed Girls | Candidato/a     |
| 2011 | Best Music Video        | "Sixth Sense"    | Candidato/a     |

 Korean Music Award 
| Anno | Categoria                     | Ricevente     | Risultato       |
| ---- | ----------------------------- | ------------- | --------------- |
| 2010 | Best Dance & Electronic Album | Sound-G       | Vincitore/trice |
| 2010 | Best Dance & Electronic Song  | "Abracadabra" | Vincitore/trice |

 Seoul Music Award 
| Anno | Categoria        | Ricevente        | Risultato       |
| ---- | ---------------- | ---------------- | --------------- |
| 2006 | New Artist Award | Brown Eyed Girls | Vincitore/trice |
| 2009 | Bonsang          | Brown Eyed Girls | Vincitore/trice |
| 2009 | Popularity Award | Brown Eyed Girls | Candidato/a     |
| 2009 | Daesang Award    | Brown Eyed Girls | Candidato/a     |
| 2010 | Bonsang          | Brown Eyed Girls | Vincitore/trice |
| 2010 | Popularity Award | Brown Eyed Girls | Candidato/a     |
| 2010 | Daesang Award    | Brown Eyed Girls | Candidato/a     |